# Piešťany (stacja kolejowa)
Piešťany – stacja kolejowa w Pieszczanach, w kraju trnawskim, na Słowacji. Znajdują się tu 3 perony.